# Pierre Collings
Pour les articles homonymes, voir Collings.
Pierre Collings, de son vrai nom Lysander Pierre Collings, est un scénariste américain né le 22 septembre 1900 à Truro (Nouvelle-Écosse, Canada) et mort le 21 décembre 1937 dans le quartier de North Hollywood à Los Angeles (Californie), d'une pneumonie.

## Filmographie
- 1925 : La comtesse Voranine de Malcolm St. Clair
- 1926 : Moi de Malcolm St. Clair
- 1926 : Florida (en) de Malcolm St. Clair
- 1926 : Au suivant de ces messieurs (A Social Celebrity) de Malcolm St Clair
- 1926 : La Grande Duchesse et le garçon d'étage (en) de Malcolm St. Clair
- 1927 : Raymond veut se marier de Frank Tuttle
- 1927 : Knockout Reilly (en) de Malcolm St. Clair
- 1928 : La Danse rouge de Raoul Walsh
- 1929 : Le Trou dans le mur de Robert Florey
- 1930 : L'Explorateur en folie de Victor Heerman
- 1930 : Dangerous Nan McGrew (en) de Malcolm St. Clair
- 1934 : Mémoires d'un agent britannique de Michael Curtiz
- 1936 : La Vie de Louis Pasteur de William Dieterle

## Récompenses
- Oscars du cinéma 1937 :
  - Oscar de la meilleure histoire originale
  - Oscar du meilleur scénario adapté